# Egyesült állatok
Az Egyesült állatok (eredeti cím németül: Konferenz der Tiere, angolul: Animals United) 2010-ben bemutatott német 3D-s számítógépes animációs film, amelynek Erich Kästner könyve alapján készült. Az animációs játékfilm rendezői és producerei és Reinhard Klooss és Holger Tappe. A forgatókönyvet Oliver Huzly és Reinhard Klooss írta, a zenéjét David Newman szerezte. A mozifilm a Constantin Film Produktion, a Ambient Entertainment GmbH és a White Horse Pictures gyártásáben, a Constantin Film forgalmazásában jelent meg. Műfaja filmvígjáték.
Németországban 2010. október 7-én, Nagy-Britanniában 2010. december 17-én, Magyarországon 2013. január 24-én mutatták be a mozikban.

## Szereplők
| Szereplő          | Eredeti hang                                                              | Eredeti hang                    | Magyar hang             |
| Szereplő          | németül                                                                   | angolul                         | Magyar hang             |
| ----------------- | ------------------------------------------------------------------------- | ------------------------------- | ----------------------- |
| Billy             | Ralf Schmitz                                                              | James Corden                    | Gubányi György István   |
| Billy             | A szürke szurikáta apuka                                                  |                                 |                         |
| Szókratész        | Thomas Fritsch                                                            | Stephen Fry                     | Papucsek Vilmos         |
| Szókratész        | A vegetáriánus oroszlán, Billy legjobb barátja.                           |                                 |                         |
| Charles           | Christoph Maria Herbst                                                    | Andy Serkis                     | Kapácsy Miklós          |
| Charles           | A francia kakas.                                                          |                                 |                         |
| Angie             | Bastian Pastewka                                                          | Dawn French                     | Sági Tímea              |
| Angie             | A szőke hajú elefántfélék, aki lófarkat visel.                            |                                 |                         |
| Gizella           | Bianca Krahl                                                              | Joanna Lumley                   | Nádasi Veronika         |
| Gizella           | A szőke hajú nőstény Recés zsiráf, akinek szép arca van, Angie barátnője. |                                 |                         |
| Winifred          | Margot Rothweiler                                                         | Vanessa Redgrave                | Kassai Ilona            |
| Winifred          | Az öreg nőstény Galápagosi óriásteknős, akik 700 évet éltek.              |                                 |                         |
| Winstone          | Peter Gröger                                                              | Jim Broadbent                   | Uri István              |
| Winstone          | Az öreg Galápagosi óriásteknős, akik 700 évet éltek.                      |                                 |                         |
| Toby              | N/A                                                                       | Jason Donovan                   | Seder Gábor             |
| Toby              | A vörös óriáskenguru , aki szereti a vizet.                               |                                 |                         |
| Sushi             | N/A                                                                       | Erica Schroeder                 | Dömök Edina             |
| Sushi             | A nőstény jegesmedve az Északi-sarkról.                                   |                                 |                         |
| Bonnie            | N/A                                                                       | Billie Piper                    | Oláh Orsolya            |
| Bonnie            | A világosbarna szurika anyuka, Billy felesége.                            |                                 |                         |
| Junior            | N/A                                                                       | Mischa Goodman                  | Bogdán Gergő            |
| Junior            | A szurikáta kölyök, Billy és Bonnie fia.                                  |                                 |                         |
| Szurikáta kölykök | N/A                                                                       | Elisabeth Williams Jessica Owen | Semjén Nóra Szekér Dóra |
| Szurikáta kölykök | Junior barátai.                                                           |                                 |                         |
| Smiley            | N/A                                                                       | Oliver Wyman                    | Bognár Tamás            |
| Smiley            | Az erszényes ördög, Toby barátja.                                         |                                 |                         |
| Toto              | N/A                                                                       | Jason Griffith                  | Horváth Gergely         |
| Toto              | A házi csimpánz, aki a hotelban lakik, de szabad lesz.                    |                                 |                         |
| Biggie            | Tilo Schmitz                                                              | Sean Schemmel                   | Bolla Róbert            |
| Biggie            | Az fehér orrszarvú vezére, aki vizet keres.                               |                                 |                         |
| Chino             | Nicola Devico Mamone                                                      | Marc Thompson                   | Élő Balázs              |
| Chino             | A bivalyok vezére, aki szintén vizet keres.                               |                                 |                         |
| Bongo             | Santiago Ziesmer                                                          | Omid Djalili                    | Fellegi Lénárd          |
| Bongo             | A pávián fodrász.                                                         |                                 |                         |
| Mr. Smith         | Oliver Kalkofe                                                            | Michael Glover                  | Bor László              |
| Mr. Smith         | A hotel igazgatója, Maya apja.                                            |                                 |                         |
| Maya Smith        | N/A                                                                       | Kim Holland                     | Koller Virág            |
| Maya Smith        | A hoteligazgató lánya, aki szereti az állatokat.                          |                                 |                         |
| Cook              | N/A                                                                       | Marc Diraison                   | Endrédi Máté            |
| Cook              | A riporter, a híradócsoport tagja.                                        |                                 |                         |
| Bob               | N/A                                                                       | Tom Wayland                     | Vári Attila             |
| Bob               | A szeszélyes földimalac.                                                  |                                 |                         |
| Ken               | N/A                                                                       | Oliver Green                    | Joó Gábor               |
| Ken               | A koala, aki a tűzvészben cserben hagyta barátját, Tobyt.                 |                                 |                         |
| Chef de Cuisine   | N/A                                                                       | Ben Howard                      | Kisfalusi Lehel         |
| Chef de Cuisine   | A luxushajó francia szakácsa.                                             |                                 |                         |

## Betétdalok
| 1.              | Animal Paradise                    |                              | 1:52 |
| 2.              | Golfing with Caca                  |                              | 1:38 |
| 3.              | King of the Road                   | Naturally 7                  | 3:56 |
| 4.              | Splish Splash                      | Naturally 7                  | 2:13 |
| 5.              | Animals March                      |                              | 1:03 |
| 6.              | Billy the Scatterbrain             |                              | 1:07 |
| 7.              | La Mer                             | Charles Trénet               | 3:24 |
| 8.              | No Water                           |                              | 2:17 |
| 9.              | Drumming for Water                 |                              | 2:33 |
| 10.             | A New Horizon                      | Xavier Naidoo és Naturally 7 | 3:04 |
| 11.             | Socrates Tells the Story           |                              | 3:15 |
| 12.             | Move On Up                         | Naturally 7                  | 3:51 |
| 13.             | Hokey Pokey                        | Naturally 7                  | 2:26 |
| 14.             | Tales of the Humans                |                              | 5:43 |
| 15.             | Animals in New York                |                              | 2:16 |
| 16.             | A New Horizon (Vocal Play Version) | Xavier Naidoo és Naturally 7 | 2:52 |
| Összesen: 40:50 |                                    |                              |      |

## Televíziós megjelenések
- RTL Klub, Film Mania
- Minimax
- Filmcafé, AMC